# Женя Берґер
Женя Берґер (івр. ג'ניה ברגר; 1907, Харків, Російська імперія — 7 вересня 2000, Тель-Авів, Ізраїль) — ізраїльська художниця, сценографістка, одна із засновників мистецької колонії Ейн-Год.

## Біографія
Женя Берґер народилася в Харкові у 1907 році в традиційній сіоністській родині Леї та Іцхака Берґер.

### Освіта
У 1925 році Женя переїхала в Берлін, де вивчала живопис у Державній академії образотворчого мистецтва. У 1926 році емігрувала до Палестини. Там вивчала архітектуру в Техніон Монтефіоре та живопис у Тель-Авіві. Наприкінці 1929 року художниця повернулася до Берліна, де вивчала живопис в Академії образотворчих мистецтв. З 1930 року до 1933 Бергер навчалась в Державній академії образотворчого мистецтва в Берліні, під керівництвом Віллі Єкеля та Карла Гофера. У 1933 році Бергер повернулася до Палестини й працювала над оформленням декорацій.  У 1935–1937 рр. навчалась в аспірантурі (Париж, Франція)
У 1953 році Женя Бергер стала однією із засновників села художників Ейн-Год на півночі Ізраїлю.

### Творчість
Ранні роботи Бергера створила під впливом Іцхака Френкеля  у стилі постімпресіонізму. Після 40 років вона зосереджувалася на створенні декорацій для оперного театру в Ізраїлі. На її творчість вплинуло російське декоративне мистецтво модерн. Серед робіт художниці — декорації до вистав «Цар Соломон і швець» (1943), «Бар-Кохба» (1945), «Хованщина» (1952), «Брати Казмірови» (1956). У 1950-х роках Бергер повернулась до живопису, створювала керамічні рельєфи.

## Визнання
- 1971 - Міністерство освіти, культури та спорту Ізраїлю
- 1984 - Премія спілки працівників сцени Ізраїлю
- 1986 - Премія Гістадруту, Ізраїль
- 1990 — Відзнака муніципалітету Тель-Авіва «Улюбленець міста»[4]